# Arroyo San Pedro (Arroyo Bellaco)
Der Arroyo San Pedro ist ein im Westen Uruguays gelegener Fluss.
Der zum Einzugsgebiet des Río Uruguay zählende Fluss befindet sich im Nordwesten des Departamentos Río Negro. Er entspringt in der Cuchilla de Haedo westlich von Bellaco bei der Kreuzung der Ruta 24 mit der Ruta 25. Von dort fließt er in nordwestliche Richtung, unterführt zunächst die Ruta 24 und passiert dann in rund zweieinhalb Kilometern östlicher Entfernung den Ort Tres Quintas. Er mündet schließlich knapp fünf Kilometer nördlich dieses Ortes in den Arroyo Bellaco. Das westlich der Mündung gelegene Gebiet trägt die Bezeichnung Cuchilla Bella Vista.